# Russellville (Indiana)
Russellville es un pueblo ubicado en el condado de Putnam en el estado estadounidense de Indiana. En el Censo de 2010 tenía una población de 358 habitantes y una densidad poblacional de 687,68 personas por km².

## Geografía
Russellville se encuentra ubicado en las coordenadas 39°51′25″N 86°59′00″O / 39.85694, -86.98333. Según la Oficina del Censo de los Estados Unidos, Russellville tiene una superficie total de 0.52 km², de la cual 0.52 km² corresponden a tierra firme y (0%) 0 km² es agua.

## Demografía
Según el censo de 2010, había 358 personas residiendo en Russellville. La densidad de población era de 687,68 hab./km². De los 358 habitantes, Russellville estaba compuesto por el 97.49% blancos, el 0% eran afroamericanos, el 1.12% eran amerindios, el 0% eran asiáticos, el 0.84% eran isleños del Pacífico, el 0% eran de otras razas y el 0.56% pertenecían a dos o más razas. Del total de la población el 0.28% eran hispanos o latinos de cualquier raza.